# 稲葉昭英
稲葉 昭英（いなば あきひで、1962年 - ）は、日本の社会学者。慶應義塾大学教授。専門は計量社会学、社会統計学、家族社会学。

## 学歴
- 1981 慶應義塾高等学校 卒業
- 1985 慶應義塾大学文学部 卒業
- 1987 慶應義塾大学大学院社会学研究科社会学専攻修士課程修了
- 1989 (旧)東京都立大学大学院社会科学研究科社会学専攻博士課程中退

## 経歴
- 1989-1992 北海道大学文学部助手
- 1992-1996 淑徳大学社会学部講師
- 1996-1999 (旧)東京都立大学人文学部講師
- 1999-2005 東京都立大学人文学部助教授
- 2005-2011 首都大学東京人文科学研究科准教授
- 2011-2014 首都大学東京人文科学研究科教授
- 2014-  慶應義塾大学文学部教授

## 著書

### 編書
- 野宮大志郎・池周一郎・稲葉昭英・杉野勇編, 2004，『SASプログラミングの基礎』ハーベスト社.
- 渡辺秀樹・稲葉昭英・嶋崎尚子編，2004，『現代家族の構造と変容――全国家族調査[NFRJ98]による計量分析』東京大学出版会．
- 岩田正美・小林良二・中谷陽明・稲葉昭英編，2006，『社会福祉研究法――現実世界に迫る14レッスン』有斐閣．
- 稲葉昭英・保田時男・田渕六郎・田中重人編，2016，『日本の家族 1999-2009――全国家族調査[NFRJ]による計量社会学』東京大学出版会．

### 論文
- 稲葉昭英・高橋潔・小林和久・浦光博・高根定信・南隆男，1986，「家族ストレス論による単身赴任家族研究の試み」 『哲学』慶応義塾大学三田哲学会，83: 251-286．
- 南隆男・浦光博・稲葉昭英，1988，「単身赴任家族の危機適応過程―― 『赴任期間』と『妻の価値観』に着目して」『哲学』慶応義塾大学三田哲学会，86: 190-227．
- 稲葉昭英，1989，「家族ストレス理論の再構成――『家族の状相』概念の導入」『家族社会学研究』1: 94-102．
- 浦光博・南隆男・稲葉昭英，1989，「ソーシャル・サポート研究――研究の新しい流れと将来の展望」『社会心理学研究』4(2): 78-90．
- 稲葉昭英，1991，「家族ストレスモデルの経験的テスト――単身赴任によって残された家族を対象として」『社会学評論』41(4): 378-391．
- 稲葉昭英，1991，「ディストレスの社会的文脈――直系制家族の男性基幹成員を対象として」『家族社会学研究』3: 61-71．
- 稲葉昭英，1992，「家族形成期のストレス」『ストレス科学』7: 25-29.
- 稲葉昭英，1995，「性差，役割ストレーン，心理的ディストレス――性差と社会的ストレスの構造」『家族社会学研究』7: 93-104．
- 稲葉昭英，1995，「有配偶女性の心理的ディストレス」『総合都市研究』56: 93-111．
- 稲葉昭英，1998，「ジェンダーとストレス」『家計経済研究』37: 32-40．
- 稲葉昭英，1999，「ストレス経験の生涯発達的変化と性差――平成7（1995）年度国民生活基礎調査を用いて」『理論と方法』14(1): 51-64．
- 稲葉昭英，2002，「結婚とディストレス」『社会学評論』53(2): 214-229．
- 稲葉昭英，2002，「Pooled time series モデル」『家族社会学研究』14(1): 5-10．
- 稲葉昭英，2002，「都市的生活とメンタルヘルス」『総合都市研究』78: 109-118．
- 稲葉昭英，2004，「夫婦間性別役割分業の構造と変動――家族変動論と家族構造論の接合にむけて」『三田社会学』9: 31-45．
- 稲葉昭英，2005，「家族と少子化」『社会学評論』56(1): 38-54．
- Inaba, Akihide, Peggy A. Thoits, Koji Ueno, Walter R. Gove, Ranae J. Evenson and Melissa Sloan, 2005, Depression in the United States and Japan, Social Science and Medicine, 61(11): 2280-2292.
- 稲葉昭英，2005，「社会調査および公共利用データをめぐるいくつかの問題――全国家族調査（NFRJ）からの問題提起」『中央調査報』 572: 5095-5099．
- 稲葉昭英，2006，「『社会調査の困難』を考える」『社会学年誌』早稲田大学社会学会，47: 3-17．
- 稲葉昭英，2007，「ソーシャル・サポート，ケア，社会関係資本」『福祉社会学研究』4: 61-76．
- Inaba, Akihide, 2007, Problems Relating to Declining Response Rates to Social Survey Research in Japan : Trends After 2000, International journal of Japanese sociology, 16: 10-22.
- 稲葉昭英，2007，「全国家族調査の困難 : 第3回全国家族調査の実現にむけて」『家族社会学研究』19(2): 99-105．
- 稲葉昭英，2008，「『父のいない』こどもたちの教育達成――父早期不在者・早期離別者のライフコース」杉野勇・中井美樹編『ライフコース・ライフスタイルから見た社会階層』2005年SSM調査研究会: 1-19．
- 稲葉昭英，2010，「NFRJ08のデータ特性：予備標本・回収率・有配偶率」『家族社会学研究』22(2): 226-231．
- 稲葉昭英，2011，「NFRJ98/03/08から見た日本の家族の現状と変化」『家族社会学研究』23(1): 43-52．
- 稲葉昭英，2012，「家族の変動と社会階層移動」『三田社会学』17: 28-42．
- 稲葉昭英，2012，「2000年以降の家族の変化」『都市社会研究』せたがや自治政策研究所，4: 21-35．
- 稲葉昭英，2013，「わが国における家族の動向とその将来について」『家庭裁判月報』65(6): 1-53．
- 稲葉昭英，2014，「社会調査と利益相反問題」『社会と調査』12: 13-19．
- 稲葉昭英，2015，「ライフサイクルと貧困――Recursive regression を用いた母子世帯所得の推定」『成城大学社会イノベーション研究』10(2): 41-57．
- 稲葉昭英，2017，「家族の変化と家族問題の新たな動向」『都市社会研究』せたがや自治政策研究所，9: 1-14．